# Adesmus clathratus
Adesmus clathratus är en skalbaggsart som först beskrevs av Johannes von Nepomuk Franz Xaver Gistel 1848.  Adesmus clathratus ingår i släktet Adesmus och familjen långhorningar. Inga underarter finns listade i Catalogue of Life.